# Bruno Gollnisch

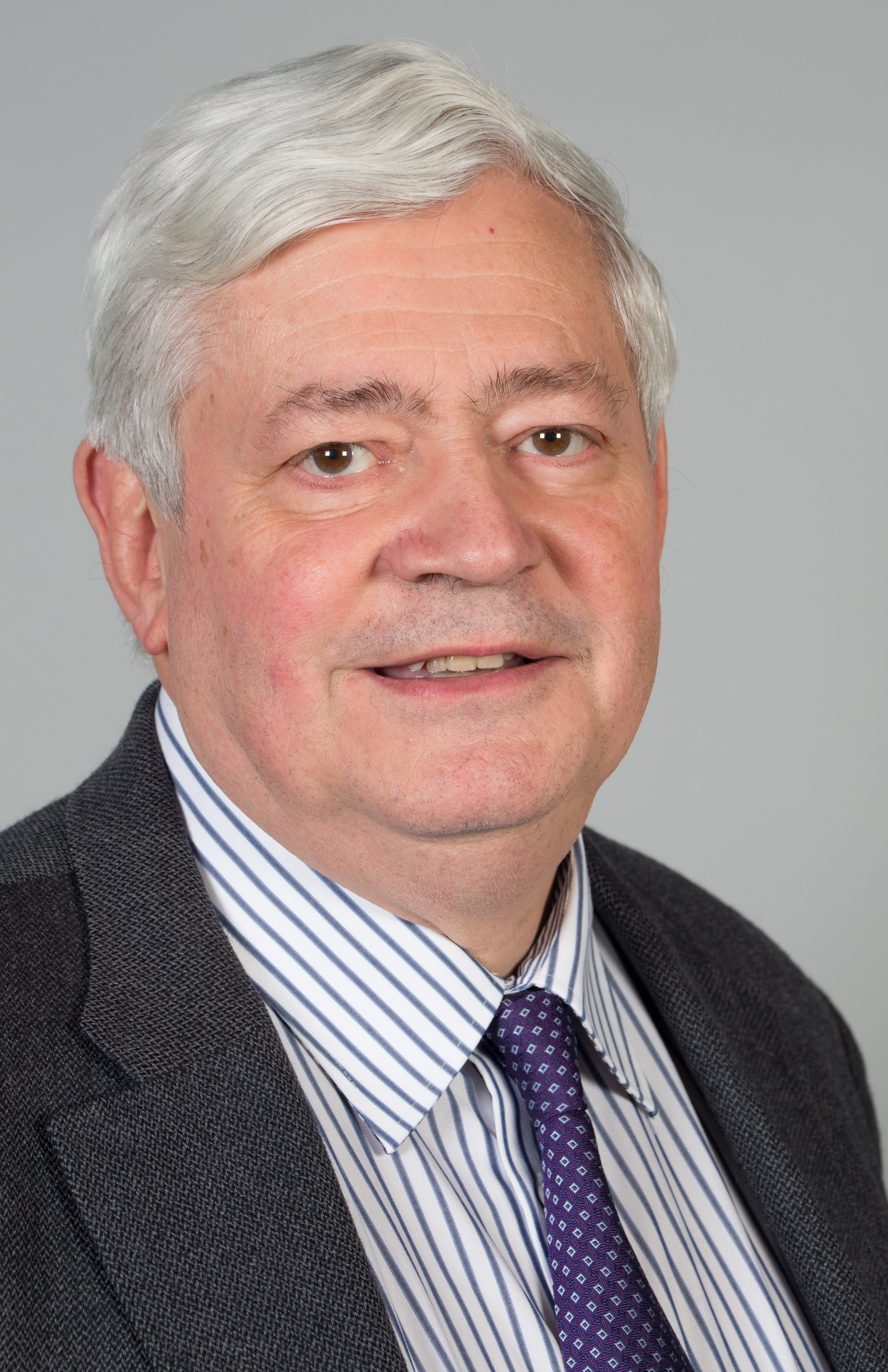
Bruno Gollnisch

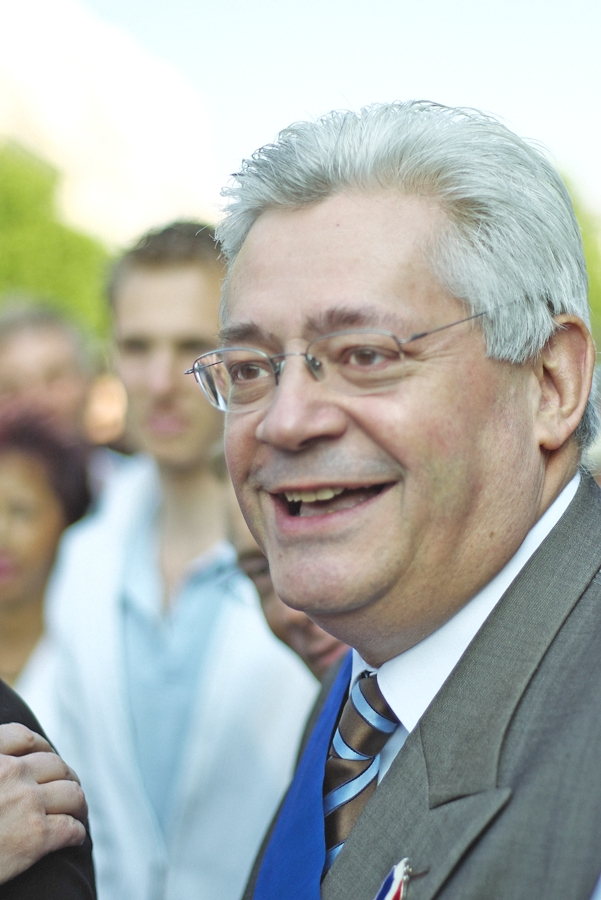
Bruno Gollnisch

Bruno Gollnisch este un om politic francez, membru al Parlamentului European în perioada 1999-2004 din partea Franței. 
1. ↑  Bruno Gollnisch, GeneaStar
2. ↑  Bruno Gollnisch-Flourens, Roglo
3. ↑  Autoritatea BnF, accesat în 10 octombrie 2015
4. 1 2  Deputații în Parlamentul European